# 小梗黃肉楠瘤節蜱
小梗黃肉楠瘤節蜱（学名：Aceria litseae）为節蜱科瘤節蜱屬下的一个种。